# Ernesto Masi
Ernesto Masi (Bologna, 4 agosto 1836 – Firenze, 17 maggio 1908) è stato uno storico italiano, professore di storia del Risorgimento e funzionario della pubblica istruzione.

## Biografia
Ernesto Masi nacque a Bologna da una famiglia di origine romagnola. Si laureò in diritto all'Università di Bologna nel 1858, quindi si trasferì a Roma per un breve periodo di praticantato.
Fu sempre un liberale moderato, grande ammiratore del conte Camillo Benso di Cavour.
Rientrato a Bologna, nel 1859 ricoprì la carica di segretario al dicastero dell'istruzione, funzione che svolse poi a Modena, quando in Emilia-Romagna si affermò la dittatura di L.C. Farini.
Dopo l'ammissione dei territori al Regno di Sardegna, Masi si trasferì a Torino, dove ricoprì i ruoli di segretario di Belle Arti e antichità presso il Ministro della Pubblica Istruzione prima, e capo di gabinetto del ministro Correnti poi. Dal 1873 al 1887 fu anche provveditore agli studi di Bologna. Provveditore agli studi di Firenze dal 1888 al 1901, insegnò anche storia del Risorgimento al Cesare Alfieri dal 1902 fino alla morte, avvenuta a 72 anni il 17 maggio 1908.

## Opere
- I tempi e la satira di G. Giusti (1871)
- La vita i tempi gli amici di Francesco Albergati. Zanichelli Bologna, 1878.
- Studî e ritratti (1881)
- Parrucche e sanculotti (1886)
- Il segreto del re Carlo Alberto (1891)
- Nuovi studî e ritratti (1894)
- Matteo Bandello, o vita italiana in un novelliere del Cinquecento (1900)
- Saggi di storia e di critica (1906)
- Il Risorgimento italiano (1917)